# Altopiano della Vigolana
Altopiano della Vigolana est une commune italienne d'environ 8 900 habitants située dans la province autonome de Trente dans la région du Trentin-Haut-Adige dans le nord-est de l'Italie. Elle est issue de la fusion de Bosentino, Centa San Nicolò, Vattaro et Vigolo Vattaro le 1er janvier 2016.
Les communes limitrophes sont  Besenello, Calceranica al Lago, Caldonazzo, Folgaria, Pergine Valsugana et Trente.